# 五羊石像
五羊石像位于广州市越秀公园西侧的木壳岗上，根据广州五羊传说创作的石刻。

## 历史
石像建于1959年，由尹积昌、陈本宗、孔繁纬创作。雕像高11米，体积53立方米，用130块花岗石雕刻而成。以四只形态各异的小山羊簇着1只口衔稻穗的高大母山羊流连造型，母羊口衔“一茎六出”谷穗，再现了羊化为石、把稻穗赠给广州人民的传说。自石像落成后，就被视为广州的城标，石像所在之处成为一个著名的游览景点。1999年7月，被公布为广州市文物保护单位。2022年7月，被公布为广东省文物保护单位。
2001年8月13日石像被雷电击去一只角，后来已修复，并加固石像所在山岗的土质。 